# Softbol nos Jogos Mundiais de 2013
O torneio de Softbol nos Jogos Mundiais de 2013 foi disputado nos dias 26 a 30 de Julho de 2013, no ginásio Diamante de Baseball, que tem capacidade para 1.650 pessoas.
O torneio foi disputado apenas por mulheres.

## Torneio

### 1a fase
| 26 de julho |        |           |      |
|             |        |           |      |
| Guatemala   | 13 - 2 | Aruba     | info |
| Venezuela   | 8 - 4  | Cuba      | info |
| Argentina   | 8 -10  | Guatemala | info |
| Cuba        | 10 - 0 | Aruba     | info |
| Colômbia    | 9 - 1  | Argentina | info |

| 27 de julho |        |           |      |
|             |        |           |      |
| Argentina   | 1 - 11 | Cuba      | info |
| Venezuela   | 10 - 0 | Aruba     | info |
| Colômbia    | 9 - 6  | Guatemala | info |
| Venezuela   | 13 - 0 | Argentina | info |
| Cuba        | 4 - 0  | Guatemala | info |
| Colômbia    | 2 - 0  | Aruba     | info |

| 28 de julho |        |           |      |
|             |        |           |      |
| Venezuela   | 3 - 0  | Colômbia  | info |
| Argentina   | 13 - 4 | Aruba     | info |
| Venezuela   | 7 - 0  | Guatemala | info |
| Colômbia    | 2 -7   | Cuba      | info |

| Posição | País      | J | V | D | Tentos a Favor | Tentos Contra | Saldo |
| ------- | --------- | - | - | - | -------------- | ------------- | ----- |
| 1.      | Venezuela | 5 | 5 | 0 | 41             | 4             | +37   |
| 2.      | Cuba      | 5 | 4 | 1 | 36             | 11            | +25   |
| 3.      | Colômbia  | 5 | 3 | 2 | 22             | 17            | +5    |
| 4.      | Guatemala | 5 | 2 | 3 | 29             | 30            | −1    |
| 5.      | Argentina | 5 | 1 | 4 | 23             | 47            | −24   |
| 6.      | Aruba     | 5 | 0 | 5 | 6              | 48            | −42   |

### 2a Fase

#### Disputra de 5o Lugar
| 29 de julho |       |       |      |
|             |       |       |      |
| Argentina   | 2 - 8 | Aruba | info |

#### Semifinais
A semifinal foi disputada em 2 rodadas. Na rodada 1, o pior semifinalista cairia fora. O melhor semifinalista desta rodada classificar-se-ia diretamente para a final.

##### Rodada 1
| 29 de julho |       |           |      |
|             |       |           |      |
| Colômbia    | 5 - 2 | Guatemala | info |
| Venezuela   | 1 - 3 | Cuba      | info |

##### Rodada 2
Esta rodada serviu para determinar o outro finalista, e o medalhista de bronze.
| 30 de julho |       |          |      |
|             |       |          |      |
| Venezuela   | 7 - 0 | Colômbia | info |

#### Final
| 30 de julho |       |           |      |
|             |       |           |      |
| Cuba        | 3 - 2 | Venezuela | info |

## Classificação Final
| Posição | País      |
| ------- | --------- |
|         | Cuba      |
|         | Venezuela |
|         | Colômbia  |
| 4.      | Guatemala |
| 5.      | Aruba     |
| 6.      | Argentina |